# Jeffrey Rogers
Jeffrey Rogers (2 luglio 1963) è un attore statunitense.
Attivo principalmente fino alla metà degli anni ottanta, ha interpretato diversi ruoli in diversi film e serie TV.

## Filmografia

### Cinema
- Week-end di terrore (Friday the 13th Part III), regia di Steve Miner (1982)
- Vai col surf (Surf II), regia di Randall M. Badat (1983)
- Venerdì 13 - Capitolo finale (Friday the 13th: The Final Chapter), regia di Joseph Zito (1984) - filmati di repertorio
- Karate Kid II - La storia continua... (The Karate Kid, Part II), regia di John G. Avildsen (1986)

### Televisione
- CHiPs – serie TV, 1 episodio (1983)
- L'albero delle mele (The Facts of Life) – serie TV, 1 episodio (1983)
- Young Hearts, regia di Tony Mordente – film TV (1984)
- A cuore aperto (St. Elsewhere) – serie TV, 1 episodio (1986)